# Latinxua Sin Wenz

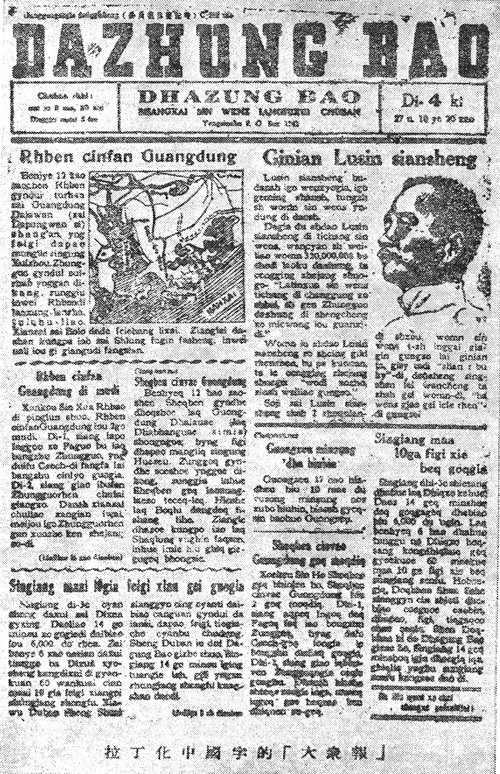
Edició del "Dazhung Bao" (大眾报, Dazhong Bao), un diari publicat en Latinxua Sin Wenz el 1932

El Latinxua Sin Wenz (xinès: 拉丁化新文字; pinyin: Lādīnghuà Xīn Wénzì; literalment, nova escriptura llatinitzada; també conegut com a Sin Wenz, Latinxua Sinwenz, Zhongguo Latinxua Sin Wenz, Beifangxua Latinxua Sin Wenz o Latinxua) és un sistema de transcripció del xinès mandarí en desús. Normalment s'escrivia sense marcar els tons amb el benentès que es podien deduir del context.
El Latinxua és històricament remarcable per ser el primer sistema de romanització dels caràcters xinesos utilitzat per parlants nadius xinesos. Va ser desenvolupat originàriament per la Unió Soviètica on va ser utilitzat pels immigrants xinesos fins que la majoria va abandonar el país. Més endavant, es va utilitzar durant cert temps en més de tres-centes publicacions de la Xina del Nord fins que la República Popular de la Xina va deixar-lo de fer servir.

## Història i desenvolupament
La tasca per a la creació del sistema Beifangxua Latinxua Sin Wenz (北方話拉丁化新文字) es remunta al 1928 a Moscou quan l'Institut Soviètic de Recerca Científica sobre la Xina cercava un mitjà d'alfabetització per a la gran població xinesa que habitava la part més oriental de l'URSS, facilitant-ne la posterior educació.
Aquest procés va ser completament diferent dels altres esquemes de transcripció, ja que des de bon principi, la intenció era que el sistema Latinxua Sin Wenz, un cop establert, reemplacés l'escriptura tradicional xinesa de caràcters. Es va decidir d'utilitzar l'alfabet llatí perquè es va creure més adequat per a aquest objectiu que l'alfabet ciríl·lic. A diferència del Gwoyeu Romatzyh que té un complicat mètode per indicar els tons, el sistema Latinxua Sin Wenz no en marca cap, i no és només específic pel mandarí sinó que pot utilitzar-se per altres idiomes xinesos i dialectes.
El prestigiós erudit xinès Qu Qiubai (1899-1935) establert a Moscou i el lingüista rus V.S. Kolokolov (1896-1979) van concebre un prototipus de sistema de transcripció el 1929.
El 1931, la feina conjunta dels sinòlegs soviètics V. M. Alekseev, A. A. Dragunov i A. G. Shrprintsin, i els erudits xinesos establerts a Moscou Qu Qiubai, Wu Yuzhang, Lin Boqu (林伯渠), Xiao San, Wang Xiangbao i Xu Teli va permetre finalment establir el Latinxua Sin Wenz. El sistema va rebre el suport de nombrosos intel·lectuals xinesos com Guo Moruo i Lu Xun, i es van realitzar diversos assajos entre els 100.000 treballadors immigrants xinesos durant uns quatre anys, i més tard, entre 1940 i 1942, a la regió fronterera xinesa de Shaanxi-Gansu-Ningxia sota control comunista. El novembre de 1949, els ferrocarrils del nord-est de la Xina van adoptar el sistema Latinxua Sin Wenz per a totes les seves telecomunicacions.
Durant un temps, el sistema va ser molt important per ajudar a estendre l'alfabetització al nord de la Xina on es van editar més de 300 publicacions en Latinxua Sin Wenz, totalitzant un mig milió d'edicions diferents. Malgrat això, el 1944 el seu ús va ser restringit oficialment a les zones de la Xina controlades pels comunistes sota el pretext de la manca de personal qualificat per al seu ensenyament. Alguns autors creuen que degut a la intenció dels comunistes d'ampliar el poder a altres zones de la Xina, la ideologia al voltant del sistema de llatinització entraria en conflicte amb els partidaris del sistema d'escriptura tradicional, restant-los-hi un suport que creien necessari.

## Descripció
El Latinzua Sin Wenz va ser dissenyat de manera que cada dialecte tingués el seu propi model d'alfabet. El model descrit en aquest article és l'utilitzat pel mandarí septentrional, un dels tretze models diferents existents.
Ortogràficament és bastant semblant al Pinyin. Tot i això, hom utilitza la mateixa lletra per representar les palatals africades i les velars oclusives, així Pequín (Beijing en Pinyin) es transcriu "Beiging" en Latinxua Sin Wenz. Altres diferències inclouen l'ús de "x" pels sons [x] i [ɕ] de manera que els caràcters 畫 (pinyin: huà) i 下 (pinyin: xià) es transcriuen com a "xua" i "xia" respectivament.

### Inicials
|                    | Bilabial | Bilabial | Labiodental | Alveolar | Alveolar | Cacuminal    | Cacuminal | Alveolopalatal | Alveolopalatal | Velar | Velar  |
| Oclusiva           | b [p]    | p [pʰ]   |             | d [t]    | t [tʰ]   |              |           |                |                | g [k] | k [kʰ] |
| Nasal              | m [m]    |          | n [n]       |          |          |              |           |                |                |       |        |
| Lateral aproximant |          |          |             | l [l]    |          |              |           |                |                |       |        |
| Africada           |          |          |             | z [ts]   | c [tsʰ]  | zh [tʂ]      | ch [tʂʰ]  | g (j) [tɕ]     | k (q) [tɕʰ]    |       |        |
| Fricativa          |          |          | f [f]       | s [s]    | sh [ʂ]   | rh (r) [ʐ/ɻ] | x [ɕ]     | x (h) [x]      |                |       |        |

Llegenda
Latinxua Sin Wenz i Pinyin difereixen
(Pinyin)
[Pronunciació IPA]
El Latinxua Sin Wenz permet algun intercanvi entre les alveolo-palatals g, k, x (j, q, x en pinyin) i z, c, s. Per exemple, 新 (pinyin: xīn; "nou") en Latinxua Sin Wenz es pot transcriure com a xin o sin.

### Finals
| Nucli | Coda | Medial     | Medial        | Medial     | Medial              |
| Nucli | Coda | Ø          | i             | u          | y                   |
| ----- | ---- | ---------- | ------------- | ---------- | ------------------- |
| a     | Ø    | a [a]      | ia [ia]       | ua [ua]    |                     |
| a     | i    | ai [ai]    |               | uai [uai]  |                     |
| a     | u    | ao [au]    | iao [iau]     |            |                     |
| a     | n    | an [an]    | ian [iɛn]     | uan [uan]  | yan (uan) [yɛn]     |
| a     | ŋ    | ang [aŋ]   | iang [iaŋ]    | uang [uaŋ] |                     |
| ə     | Ø    | e/o¹ [ɤ]   | ie [ie]       | uo [uo]    | ye/yo¹ (üe/ue) [ye] |
| ə     | i    | ei [ei]    |               | ui [uei]   |                     |
| ə     | u    | ou [ou]    | iu/iou² [iou] |            |                     |
| ə     | n    | en [ən]    | in [in]       | un [uən]   | yn (un) [yn]        |
| ə     | ŋ    | eng [əŋ]   | ing [iŋ]      | ung3 [ʊŋ]  | yng (iong) [iʊŋ]    |
| ə     | ɻ    | r (er) [ɚ] |               |            |                     |
| Ø     | Ø    | -4 (i) [ɨ] | i [i]         | u [u]      | y (ü/u) [y]         |

Llegenda
Latinxua Sin Wenz i Pinyin difereixen
(Pinyin)
[Pronunciació IPA]
¹"e" i "ye" s'escriuen "o" i "yo" després de les inicials g, k, x. Exemples: gogo (哥哥; pinyin: gēge; germà gran), xyosheng (学生; pinyin: xuésheng; estudiant)

²La paraula 有 (pinyin: yǒu) es transcriu com a "iou". Altres paraules amb el mateix so es transcriuen com a "iu". Això és degut al fet que la paraula 有 és bastant freqüent en xinès.

3"ung" quan apareix en forma aïllada s'escriu "weng".

4Els sons que el pinyin transcriu com a "i" (IPA [ɨ]) després de zh, ch, sh, r, z, c, s, el Latinxua Sin Wenz no els transcriu.
De la mateixa manera que el pinyin, el Latinxua Sin Wenz basa l'espaiat en paraules senceres i no pas en síl·labes. Excepte per "u", altres síl·labes que començades en u s'escriuen sempre amb "w" substituint la u. La síl·laba "u" només va precedida per "w" quan apareix a la meitat de la paraula. Això mateix és vàlid per a síl·labes començades per i, on es substitueix, o bé en el cas de la síl·laba "i", precedida per "j". La síl·labes començades en "y" van precedides per "j" només a la meitat de la paraula i quan la síl·laba anterior acaba en "n" o bé en "g". En els casos descrits anteriorment, el Latinxua difereix del pinyin que sempre utilitza "w" i "y" independentment de la posició de les síl·labes. Com en el pinyin, l'apòstrof (') s'utilitza davant a, o, e per separar les síl·labes si pot haver-hi ambigüitat.
Com que el Latinxua Sin Wenz no utilitza cap marca tonal, poden sorgir ambigüitats en certes paraules que tinguin el mateix so però tons diferents. Per evitar aquest problema, el Latinxua Sin Wenz té una llista d'excepcions. Per exemple, 买 (pinyin: mǎi; "comprar") i 卖 (pinyin: mài; "vendre") tenen el mateix so però tons diferents. La primera paraula es transcriu com a maai i la segona com a mai. A més a més, el Latinxua Sin Wenz segueix el Mapa Postal Romanitzat Xinès per a la toponímia xinesa.